# David Howard Thornton
David Howard Thornton (nascido em 30 de novembro de 1979) é um ator americano. Ele é conhecido por seu papel como Art, o Palhaço da franquia Terrifier, papel no qual apareceu em Terrifier (2016), Mistress Peace Theatre (2020), Terrifier 2 (2022) e Bupkis (2023) e está programado para reprisar em Terrifier 3 (2024). Ele teve outros papéis em filmes, televisão e videogames, incluindo Two Worlds II: Pirates of the Flying Fortress (2011), Ride to Hell: Retribution (2013), Invizimals: The Lost Kingdom (2013), Gotham (2017), The Bravest Knight (2019), The Exigency (2019), Alma's Way (2021) e estrelando como o Malvado em The Mean One (2022).

## Carreira
Thornton emprestou sua voz a vários personagens de filmes, animes, televisão e videogames. Em 2011, dublou Malvic, Volran e Tengo em Two Worlds II: Pirates of the Flying Fortress. Mais tarde, ele forneceu vozes em 2013 como Anvil, Dr. Blotter e Baggy Miner em Ride to Hell: Retribution e como Shizoku, Metal Mutt e Toxitoad em Invizimals: The Lost Kingdom. Em 2015, ele forneceu vozes adicionais para Sarusuberi. De 2016 a 2017, ele apareceu como o Coringa na websérie feita por fãs Nightwing: Escalation e mais tarde passou a aparecer em Gotham, ambos projetos que incluíam personagens da DC Comics.
Em 2016, Thornton interpretou Art, o Palhaço em Terrifier, filme que se tornou um clássico cult e pelo qual foi indicado ao Fangoria Chainsaw Award de Melhor Ator Coadjuvante e foi a primeira aparição em longa-metragem do personagem na franquia Terrifier. Em 2022, Thornton reprisou o papel de Art, o Palhaço em Terrifier 2, que foi bem recebido pela crítica e um sucesso de bilheteria, arrecadando mais de US$ 15 milhões com um orçamento de US$ 250 mil. Também em 2022, Thornton estrelou como o Malvado, uma releitura de terror de How the Grinch Stole Christmas!, em The Mean One.
Thornton reprisou o papel de Art, o Palhaço na série Peacock de 2023, Bupkis, com o personagem também definido para retornar em Terrifier 3. Ele está definido para aparecer como Isca de Tubarão Zumbi no próximo filme, Night of the Living Dead 2 e como Jogador 2 no próximo filme, Stream.

## Filmografia

### Cinema
| Ano  | Título                     | Personagem            | Notas |
| ---- | -------------------------- | --------------------- | ----- |
| 2015 | Sarusuberi                 | Vozes Adicionais      | Voz   |
| 2016 | Terrifier                  | Art, o Palhaço        |       |
| 2019 | The Exigency               | Bumbo                 | Voz   |
| 2021 | The Dark Offerings         | Tim Cobb              |       |
| 2022 | Terrifier 2                | Art, o Palhaço        |       |
| 2022 | The Mean One               | O Malvado             |       |
| 2024 | Stream                     | Jogador 2             |       |
| 2024 | Terrifier 3                | Art, o Palhaço        |       |
| ASA  | Night of the Living Dead 2 | Isca de Tubarão Zumbi |       |

### Televisão
| Ano       | Título                 | Personagem                 | Notas                                        |
| --------- | ---------------------- | -------------------------- | -------------------------------------------- |
| 2016–2017 | Nightwing: Escalation  | O Coringa                  | 6 episódios                                  |
| 2017      | Gotham                 | Orderly                    | Episódio: "The Blade's Path"                 |
| 2019      | The Bravest Knight     | Billy Goats / Newt         | 2 episódios Voz                              |
| 2020      | Mistress Peace Theatre | Art, o Palhaço / Ele mesmo | Episódio: "Hallowday Special II"             |
| 2021      | Alma's Way             | Caixa de efeitos sonoros   | Episódio: "No-Go Mofongo/Alma vs. Eddie" Voz |
| 2023      | 'Bupkis                | Art, o Palhaço             | Episódio: "Show Me the Way"                  |

### Jogos eletrônicos
| Ano  | Título                                        | Personagem                        | Notas |
| ---- | --------------------------------------------- | --------------------------------- | ----- |
| 2011 | Two Worlds II: Pirates of the Flying Fortress | Malvic / Volran / Tengo           | Voz   |
| 2013 | Ride to Hell: Retribution                     | Anvil / Dr. Blotter / Baggy Miner | Voz   |
| 2013 | Invizimals: The Lost Kingdom                  | Shizoku / Metal Mutt / Toxitoad   | Voz   |

## Prêmios e indicações
| Ano  | Associações              | Categoria               | Nomeações | Resultado |
| ---- | ------------------------ | ----------------------- | --------- | --------- |
| 2019 | Fangoria Chainsaw Awards | Melhor Ator Coadjuvante | Terrifier | Indicado  |